# إيرل هوغن
إيرل هوغن (بالإنجليزية: Earl Hogan)‏ هو سياسي أمريكي، ولد في 13 مارس 1920 في هوب في الولايات المتحدة، وتوفي في 3 يونيو 2007. حزبياً، نشط في الحزب الديمقراطي. وقد انتخب عضو مجلس النواب الأمريكي.